# HD 53952
HD 53952，又名CD-34 3327，SAO 197557、HR 2677，是一颗恒星，视星等为6.14，位于銀經245.85，銀緯-12.42，其B1900.0坐标为赤經7h 1m 54s，赤緯-34° -12.42′ 34″。